# Leposoma hexalepis
Leposoma hexalepis är en ödleart som beskrevs av  Ayala och HARRIS 1982. Leposoma hexalepis ingår i släktet Leposoma och familjen Gymnophthalmidae. Inga underarter finns listade i Catalogue of Life.